# Catocala hulsti
Catocala hulsti là một loài bướm đêm trong họ Erebidae.